# Rundfunkgebühr (Liechtenstein)
Die Rundfunkgebühr ist in Liechtenstein historisch in mehreren Gesetzen geregelt und in der Vergangenheit eingehoben worden. Die aktuelle Rundfunkgebühr wurde zur Finanzierung von Radio Liechtenstein auf gesetzlicher Grundlagen geschaffen, allerdings nur optional. Die Medienkommission, die beim Amt für Kommunikation (AK) angesiedelt und der Regierung unterstellt ist, verzichtet derzeit auf die Einhebung der Gebühr und finanziert den Sender im Rahmen der öffentlichen Medienförderung als Service public nach schweizerischem Vorbild, im Gegensatz zur Schweiz allerdings nicht aus einer Rundfunkgebühr, sondern überwiegend aus Landesmitteln.

## Geschichte
Im Jahr 1976 gründeten mehrere Gemeinden und das Land Liechtenstein eine Genossenschaft für die Gründung eines Kabelnetzes mit einer Gemeinschaftsantennenanlage. Im Post- und Fernmeldevertrag vom 9. Januar 1978 verpflichtete sich die Schweiz, gegen eine pauschalierte Erstattung über die schweizerischen Post-, Telefon- und Telegrafenbetriebe (PTT) die schweizerischen Rundfunkprogramme auch in Liechtenstein zu verbreiten. Im Radio- und Fernsehgesetz vom 15. November 1978 war die Rundfunkgebühr geregelt, die die Regierung als Konzessionsbehörde festlegte. Die Erträge stiegen von 1.7 Mio. Schweizer Franken (CHF) im Jahr 1986 auf 2.7 Mio. CHF im Jahr 1997. Davon wurden 0.25 Mio. CHF an die SRG und 1.1 Mio. CHF an die Post abgegolten. Pro Haushalt wurden zuletzt 180 CHF eingehoben. Aufgrund der steigenden Zahl privater Veranstalter und weiterer Satellitenprogramme aus dem Ausland hat die liechtensteinische Regierung den Vertrag über die Abgeltung der schweizerischen Programmleistungen an die SRG per Ende 1997 und die Abgeltung für die Versorgungsleistungen an die PTT per Ende März 1999 gekündigt.
Daraufhin wurde die Rundfunkgebühr im Januar 1999 abgeschafft. Die Zuständigkeit für die Regulierung und die Finanzierung des Rundfunks wechselte von der Regierung zur Medienkommission beim Amt für Kommunikation (AK).
Seit 1999 wurde die Förderung des demokratischen Meinungsbildungsprozesses als Service public nach schweizerischem Vorbild erbracht und nach einem Medienförderungsgesetz als Staatsaufgabe aus Steuermitteln finanziert. Seitdem wurde aber auch öffentlich über die Wiedereinführung der Rundfunkgebühr diskutiert.
Der öffentlich-rechtliche Liechtensteinische Rundfunk (LRF) wurde 2004 gegründet, um Radio Liechtenstein nach dem Ausstieg eines Privatinvestors in öffentlich-rechtlicher Trägerschaft zu erhalten. Im LRF-Gesetz aus dem Jahr 2003 war in Art. 37 neben anderen Einnahmen auch eine Rundfunkgebühr vorgesehen, die nach Art. 39 durch eine Regierungsverordnung unter vorheriger Mitwirkung der Selbstverwaltung (Verwaltungsrat nach Art. 23, 1h und Publikumsrat nach Art. 31, 2b) festgelegt werden konnte. Darauf wurde verzichtet. Gebührenfinanziertes Fernsehen erfordert auf dieser Grundlage, dass ein öffentlich-rechtlicher Sender nach Art. 6 LRFG selbst ein Programm veranstaltet oder nach Art. 4 mit anderen Veranstaltern zusammenarbeitet. Für den Landeskanal ist dies ausgeschlossen. Der öffentliche Beitrag zur Medienfinanzierung betrug im Jahr 2004 als Landesbeitrag für den LRF 1.5 Mio. CHF und blieb über viele Jahre hinweg konstant. Die privaten Medien bekamen aus der Medienförderung, aus Leistungsvereinbarungen und als Erstattung für amtliche Kundmachungen zusammen 2.8 Mio. CHF, darunter 1.4 Mio. CHF die Medienhaus Vaduz AG (Liechtensteiner Vaterland) und 1.2 Mio. CHF das Liechtensteiner Volksblatt.

## Gegenwart
Im April 2025 wurde der Liechtensteinische Rundfunk abgeschaltet und die Anstalt wird abgewickelt. Die Grundlage für eine eventuelle Einhebung der Rundfunkgebühr ist damit entfallen.